# Fagersjö
Fagersjö – dzielnica (stadsdel) Sztokholmu, położona w jego południowej części (Söderort) i wchodząca w skład stadsdelsområde Farsta. Graniczy z dzielnicami Rågsved, Högdalen, Gubbängen, Hökarängen, Farsta i Farsta strand oraz przez jezioro Magelungen z gminą Huddinge.
Według danych opublikowanych przez gminę Sztokholm, 31 grudnia 2020 r. Fagersjö liczyło 3024 mieszkańców. Powierzchnia dzielnicy wynosi łącznie 1,95 km², z czego 0,22 km² stanowią wody. 3 hektary terenu położone na zachód od Skrattmåsvägen zaliczane jest do stadsdelsområde Enskede-Årsta-Vantör.